# جيوفاني دو
جيوفاني دو (بالإسبانية: Juan Dò)‏ هو رسام إسباني، ولد في 1601 في شاطبة في إسبانيا، وتوفي في 1656 في نابولي في إيطاليا بسبب طاعون.